# Plongeon aux Jeux asiatiques de 2010
Les compétitions de plongeon aux jeux asiatiques de 2010 se sont déroulées du 22 au 26 novembre 2010.

## Plongeon

### Tableau des médailles
| Plongeon | Plongeon aux Jeux asiatiques de 2010 | Plongeon aux Jeux asiatiques de 2010 | Plongeon aux Jeux asiatiques de 2010 | Plongeon aux Jeux asiatiques de 2010 | Plongeon aux Jeux asiatiques de 2010 |
| Position | Pays                                 | Or                                   | Argent                               | Bronze                               | Total                                |
| Position | Pays                                 |                                      |                                      |                                      | Total                                |
| 1        | Chine                                | 10                                   | 6                                    | 0                                    | 16                                   |
| 2        | Malaisie                             | 0                                    | 5                                    | 4                                    | 9                                    |
| 3        | Corée du Nord                        | 0                                    | 0                                    | 2                                    | 2                                    |
| 4        | Japon                                | 0                                    | 0                                    | 1                                    | 1                                    |
| 4        | Corée du Sud                         | 0                                    | 0                                    | 1                                    | 1                                    |
| 4        | Macao                                | 0                                    | 0                                    | 1                                    | 1                                    |

### Médaillés
| Épreuves individuelles  |                               |                                            |                                          |
| 1 m femmes              | Wu Minxia                     | Zheng Shuangxue                            | Cheong Jun Hoong                         |
| 3 m hommes              | He Chong                      | Luo Yutong                                 | Yeoh Ken Nee                             |
| 10 m femmes             | Hu Yadan                      | Wang Hao                                   | Pandelela Rinong                         |
| 1 m hommes              | He Min                        | Qin Kai                                    | Yeoh Ken Nee                             |
| 3 m femmes              | He Zi                         | Shi Tingmao                                | Choi Sut Ian                             |
| 10 m hommes             | Cao Yuan                      | Huo Liang                                  | Bryan Nickson Lomas                      |
| Épreuves synchronisées  |                               |                                            |                                          |
| 3 m synchronisé femmes  | Chine Shi Tingmao Wang Han    | Malaisie Leong Mun Yee Ng Yan Yee          | Japon Mai Nakagawa Sayaka Shibusawa      |
| 10 m synchronisé hommes | Chine Yuan Liguang Zhou Luxin | Malaisie Bryan Nickson Lomas Ooi Tze Liang | Corée du Nord Kim Chon-Man So Myong-Hyok |
| 10 m synchronisé femmes | Chine Wang Hao Chen Ruolin    | Malaisie Leong Mun Yee Ng Yan Yee          | Corée du Nord Choe Kim-Hui Kim Un-Hyang  |
| 3 m synchronisé hommes  | Chine Qin Kai Luo Yutong      | Malaisie Bryan Nickson Lomas Leong Mun Yee | Corée du Sud Park Ji-Ho Son Seong-Chel   |